# Eumannia lepraria
Eumannia lepraria là một loài bướm đêm trong họ Geometridae.